# Malvina Cservenschi

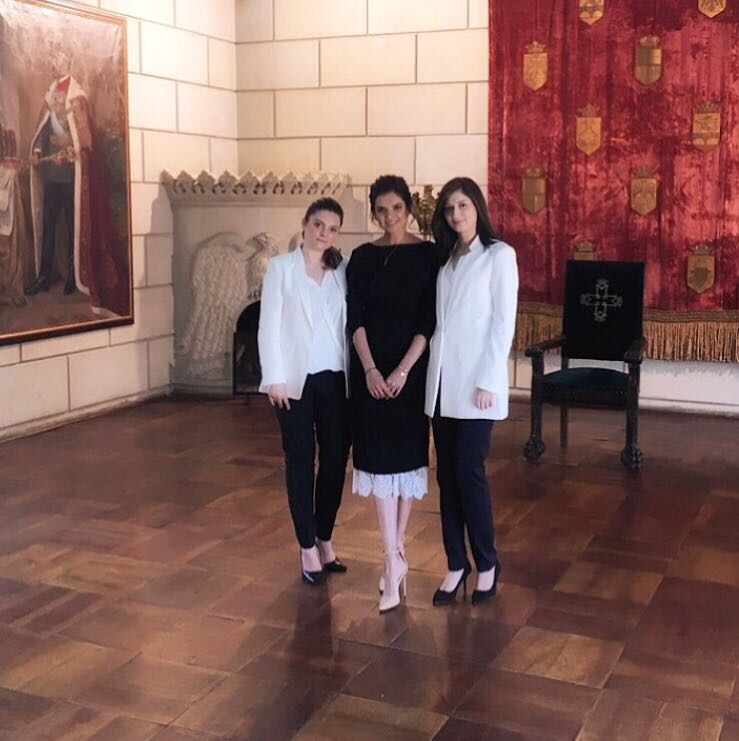
Malvina Cservenschi (Mitte) im Elisabeth-Palast in Bukarest (2017)

Malvina Cservenschi (* 1979 in Hunedoara) ist eine rumänische Fernsehmoderatorin und Schmuckdesignerin.

## Werdegang
Sie wurde als Simona Ciuciulete geboren und wuchs in Drobeta-Turnu Severin auf. Ihre Eltern und ihre Schwester wanderten von Rumänien nach New York und später nach England aus, während sie in ihrer Heimat blieb. Sie studierte an der Fakultät für Fremdsprachen der Spiro-Hart-Universität in Bukarest.
2003 begann Cservenschi als Wettermoderatorin beim rumänischen öffentlich-rechtlichen Fernsehen zu arbeiten. Diese Position behielt sie bis 2006 inne und moderierte anschließend die Morgennachrichten bei TVR 1. Sie moderierte auch die Kochshow „Cuptorul Magic“. Ab Herbst 2006 moderierte sie im Rahmen von „Jurnalul TVR“, der Hauptnachrichtensendung des rumänischen Fernsehens, die nachmittägliche Sendung mit den wichtigsten Schlagzeilen. Später übernahm sie die Moderation der Mittags-Nachrichtensendung auf TVR 2. 2011 trat sie zusätzlich dem Team von TVR-Info bei, um dort die stündliche Nachrichtensendung Info+ zu moderieren.
Bei den Eurovision Song Contesten 2010 und 2011 präsentierte Cservenschi die Ergebnisse des rumänischen Wettbewerbs. 2007 erschien sie auf dem Cover des Magazins „The One“.
Cservenschi entwirft außerdem Schmuck, den sie unter der Marke „Malvensky“ vertreibt. Sie ist offizieller Lieferant des rumänischen Königshauses und wurde 2023 mit dem Orden der Krone von Rumänien (Ritter) ausgezeichnet.